# Christian Friedrich August von Moller
Christian Friedrich August von Moller (* 27. Mai 1734 in Berlin; † 12. September 1802 ebenda) war ein königlich preußischer Generalmajor und Chef eines Artillerie-Regiments. Zudem wurde er Assessor des 3. Departments des Oberkriegskollegiums.
Sein Vater war Geheimrat und Regimentsquartiermeister des Artilleriekorps. Auch sein Onkel Karl Friedrich von Moller war erfolgreicher Artillerie-Offizier.

## Leben
Er kam am 14. Januar 1748 als Bombardier zur Artillerie. Er wurde am 15. August 1750 Seconde-Lieutenant und am 13. Mai Premier-Lieutenant. Er übersprang den Stabskapitän und bekam am 27. Dezember 1761 gleich eine Kompanie. Am 25. Mai 1772 wurde er Major und im September 1772 Kommandeur des 8. Bataillons des Artilleriekorps. Am 25. Juni 1779 wurde er zum Oberstleutnant befördert. Am 11. Dezember 1785 wurde er Oberst. 1786 wurde ihm das 3. Artillerie-Regiment übergeben. Am 25. Juni 1787 wurde er Assessor im 3. Department des neuerrichteten Oberkriegskollegiums. Am 20. Juni 1789 wurde er während der Revue des Artilleriekorps zum Generalmajor ernannt. Für seine Leistungen bekam er vom König Friedrich Wilhelm II. am 2. Juli 1788 ein Geldgeschenk von 3000 Talern.
1792 wurde er Chef und Generalinspekteur der ganzen Artillerie. Nach der Kanonade von Valmy begab er sich in das Hauptquartier. 1793 befehligte er die Belagerungsartillerie vor Mainz und wurde am 18. September 1795 pensioniert.
Er besaß ein Haus hinter dem Berliner Zeughaus, beim Gießhaus, in dem die brandenburgischen Kanonenrohre gegossen wurden, und wohnte dort auch. Nach ihm wurde dies um 1789 als Mollergasse benannt. In den 2010er Jahren wurde die Straße entwidmet; sie liegt heute auf einem Privatgrundstück östlich an den Pei-Bau angrenzend.

## Familie
Er war mit Antoinette Schönermark verheiratet. Sie war die Tochter des königlichen Geheimrats und Direktor des Oberreichskammer Johann Ernst Schönermark († 17. Mai 1781 in Berlin).